# ARA Garibaldi
L'incrociatore corazzato ARA Garibaldi doveva essere la prima unità della classe Giuseppe Garibaldi. Inizialmente costruita per la Regia Marina, in seguito allo scoppio della crisi tra l'Argentina ed il Cile, sul punto di sfociare in una guerra, il finanziere genovese Ferdinando Maria Perrone, a quel tempo rappresentante dell'Ansaldo a Buenos Aires, fece pressioni affinché i contratti di costruzione per la Regia Marina di due incrociatori, il Garibaldi e il Varese fossero ceduti all'Argentina.
La costruzione, avvenuta nei cantieri Ansaldo di Sestri Ponente era iniziata il 25 luglio 1893 e poco dopo il varo, avvenuto il 26 giugno 1895, il 14 luglio successivo venne firmato il contratto di cessione dell'unità, che rimase intitolata all'eroe dei due mondi e completata l'anno successivo, venne consegnata al governo argentino il 12 ottobre 1896 a Genova da dove lo stesso giorno partì per Buenos Aires dove giunse il 10 dicembre, entrando in servizio nella Armada.
Terminata la crisi con il Cile, il 21 gennaio 1903 venne messo in disarmo, per essere riarmato nel 1908 e destinato al servizio di addestramento per le specialità Fuochisti, per la Scuola di Artiglieria, per Ufficiali di Coperta, Segnalatori e Macchinisti.
Nel 1924 rese gli onori nel Río de la Plata alla Divisione Navale Italiana formata dagli incrociatori San Marco e San Giorgio che imbarcavano il Príncipe di Piemonte in visita in Argentina.
Nel 1930, dopo avere svolto compiti di rappresentanza, venne classificato nave scuola e il 31 agosto 1931 messo nuovamente in disarmo.
Dal 1932 al 1933 venne cannibalizzato per pezzi di ricambio per le gemelle in servizio e il 20 marzo 1934 venne definitivamente radiato.
Il 5 novembre 1935 fu venduto, per la somma di 150000 $ alla ditta "Julián Nery Huerta" che lo cedette alla "Compagnia Trasatlántica S.A. Argentina Comercial y Marítima", che, a sua volta lo rivendette a demolitori svedesi. Il "Garibaldi", partito con i propri mezzi, con equipaggio della marina mercantile svedese, dal porto argentino di Río Santiago, raggiunse la Svezia, dove tra il 1936 e il 1937 venne demolito.